# EA 스포츠 FC 24
EA 스포츠 FC 24(EA Sports FC 24)는 EA 밴쿠버와 EA 루마니아가 개발하고 EA 스포츠가 배급한 축구 비디오 게임으로, EA와 FIFA의 파트너십이 FIFA 23으로 마무리된 후 EA 스포츠 FC 시리즈의 첫 번째 작품이자 전체 31번째 작품이다. 닌텐도 스위치, 플레이스테이션 4, 플레이스테이션 5, 마이크로소프트 윈도우, 엑스박스 원 및 엑스박스 시리즈 X/S용으로 2023년 9월 29일 전 세계에 출시되었다. 의도적으로 정의되지는 않았지만 EA의 마케팅에서는 'FC'가 'Football Club'을 의미함을 암시한다. 팬이 팬을 위해 만든 EA SPORTS FC는 우리가 함께 만들고 싶은 축구의 미래를 위한 새로운 축구 클럽이다.